# 雷電神社 (幸手市)
雷電神社（らいでんじんじゃ）は、埼玉県幸手市中四丁目21番10号（旧地名：大字幸手字田宮）に所在する神社である。

## 概要
この雷電神社は別雷之命・配祀倉稲魂命・菅原道真の三柱を祭神とし、古くには田宮の庄幸手領の総鎮守であったが、明治維新後の1873年（明治6年）4月以後は村社に指定されている。本殿は1844年（天保15年）11月に上棟の再建が行われており、1856年（安政3年）6月2日にも再建が行われている。

雷電神社の由緒としては、「第11代垂仁天皇の10年のある日に天地が振動雷鳴し、水田中に身の丈7寸余りの黄金の御神像が天から降り、村民のだれもが驚いた。村民は一社を建立したが、当時周囲には水田が広がるのみで民家はなく、わずかに当神社が建つのみであった。ゆえに「水田の中にある社宮」ということから、世の人々はこの地一帯を「田宮」と呼んだ。」というものである。また、雷神は水との関わりが深いため、特に農民からの信仰を集めた。他に社殿の裏手に「瘤神社」・「疣権現」・「疱瘡宮」と彫られた石が建立されており、皮膚病の人々の信仰の姿を知ることができる。

境内社として稲荷社、名称不明の一社、御嶽仮山が祀られている。境内施設として、本殿（社殿）、鳥居（「正一位 雷電宮」の神額）、案内板、「村社雷電神社」と彫られた石碑、狛犬一対、灯籠（複数）、手水舎、力石（複数）、境内社（名称不明の境内社に鳥居あり、稲荷社には鳥居なし）がある。
石碑は、「伊勢太々御神楽」、「伊勢参宮記念」、「田宮町 子供神輿新調記念」、「二十三夜塔」（複数）、「奉納畑七畝九歩」、「猿田彦太神」（複数）、「稲荷大明神」、「御嶽山」（複数）、「三笠山」、「寛心行者」、「両部 江戸水神宮」、「瘤神社」、「疣大権現」がある。

その他、仮山（模擬山）、オリエンテーリングのチェックポイント、田宮自治会館、ツバキの木、マキの木、欅の木、イチョウの木、モミジの木、サツキ、ヤツデ、棕櫚、笹などである。

## アクセス
- 東武日光線幸手駅（東口）より北北東方へ徒歩にて約10分（道程約500m）[7]。